# Ingoberga
Ingoberga ou Ingeberga (Paris, c. 519 - Paris, 589) foi uma rainha franca do século VI, primeira esposa de Cariberto I.
Ingoberga é mencionada na obra de Gregório de Tours. Ela teria provocado um escândalo no palácio humilhando o pai de Merofledis e Marcoveifa, duas concubinas de Cariberto. Esse escândalo a levou a ser expulsa da cama real (certamente antes do ano 565).
Ela vivia em Tours quando, em 589, convocou o bispo e cronista Gregório de Tours para redigir o seu testamento. Este diz que ela teria perto de setenta anos de idade.
A sua filha Berta tornou-se rainha de Kent casando-se com o anglo-saxão Etelberto I.

## Fonte
- Christian Settipani, La Préhistoire des Capétiens, 1993.
- Dictionnaire des rois et des reines de France. Le grand livre du mois 1989.